# Makawao
Makawao (hawaiisch: „Waldrand“) ist ein Census-designated place am Hang des Vulkans Haleakala auf Maui im US-Bundesstaat Hawaii. Er ist mit rund 7300 Einwohnern der größte Ort und das kulturelle Zentrum im Landesinneren der Insel.

## Geschichte
Archäologische Funde belegen eine frühe Besiedelung des Ortes von polynesischen Hawaiianern. Im Jahr 1845 startete König Kamehameha III. in Makawao das Experiment, Land an das einfache Volk zu verteilen – zu dieser Zeit gehörte dem König das gesamte Land, welches vom Adel (ali`i) verwaltet wurde. Nachdem das Feudalsystem in Hawaii 1848 mit der The Great Māhele genannten Landreform abgeschafft worden war, erwarben auch Investoren große Landflächen.
1850 gründeten Robert Wood und Ambrose Spencer in Makawao die East Maui Sugar Plantation. 1869 erwarben Samuel Alexander und Henry Baldwin zunächst ein 12-acre Grundstück für 110 US-Dollar, um Zuckerrohr anzubauen. Ein Jahr später erweiterten sie ihre Plantage mit dem Kauf einer 559-acre Ranch für 8000 US-Dollar. Diese Ländereien bildeten die Grundlage der heutigen Unternehmensgruppe Alexander & Baldwin. 1876 entwarfen und beaufsichtigten sie den Bau des ersten Aquädukts von Hawaii. Der 27 km lange Hamakua-Kanal leitete Wasser von der regenreichen Nordseite des Vulkans in das trockene Tal um Makawao. Er war Teil des 118 km langen East Maui Irrigation Systems, das als Vorbild für ähnliche Projekte im Westen der USA diente. Neben Zuckerrohr wurde auch Weizen angebaut, der während des Goldrausches nach Kalifornien verschifft wurde. 1888 wurde die 30.000-acre große Haleakala Ranch gegründet.

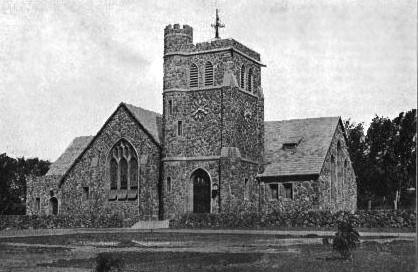
Makawao Union Church, eingeweiht 1917, seit 1985 im National Register of Historic Places gelistet. Die Fassade besteht aus Lavagestein, auf dem Friedhof liegt die Grabstätte des „Ananaskönigs“ James Dole.

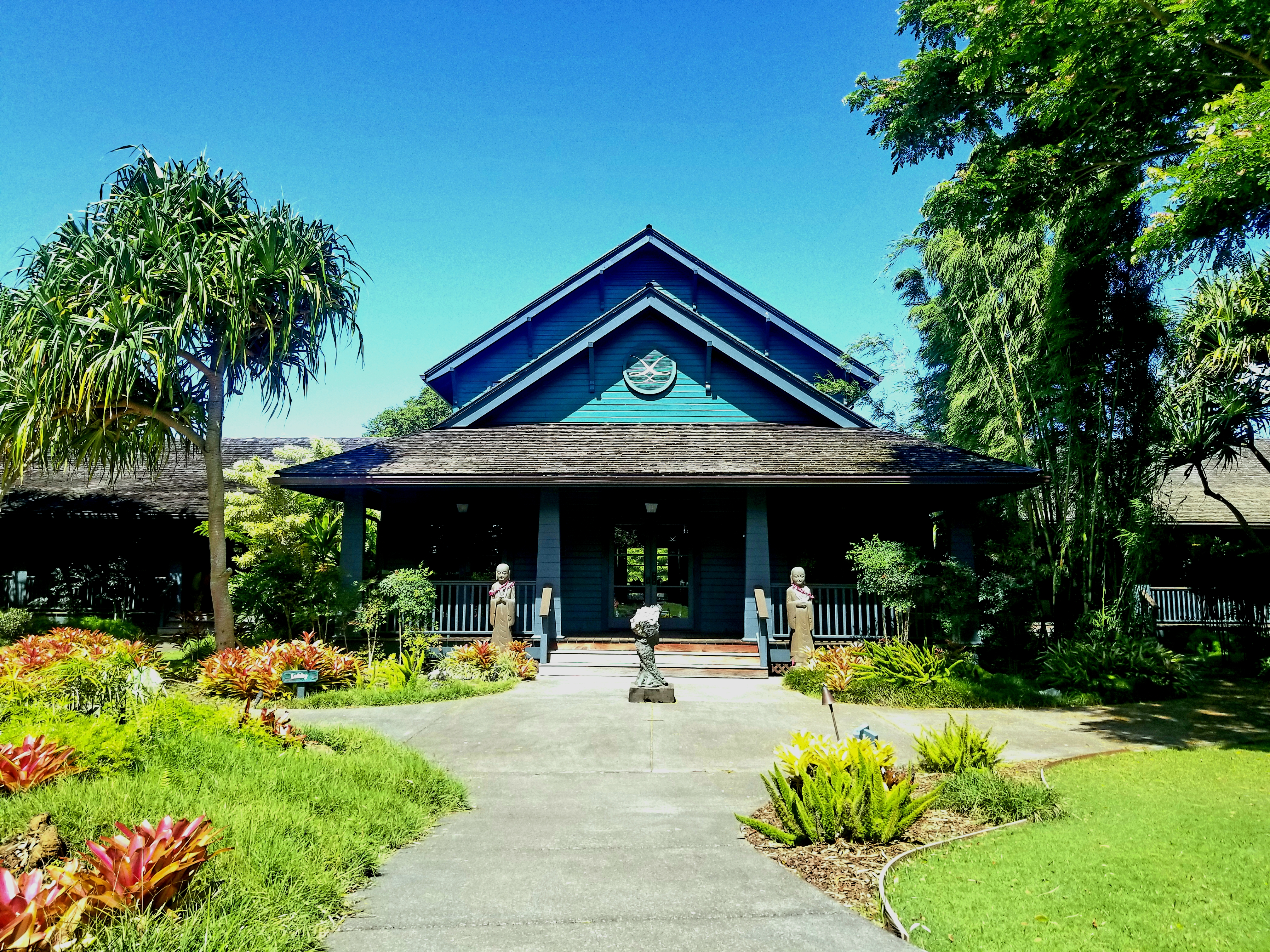
Fred Baldwin Memorial Home, gebaut 1910, ein von Henry und Emily Baldwin gestiftetes Altenheim in Makawao, benannt nach ihrem Sohn, seit 2011 im National Register of Historic Places gelistet.

In den 1920er und 1930er Jahren entstanden Gemischtwarenläden, ein Schlachthaus, ein Fleisch- und ein Fischmarkt, drei Hufschmiede, die Bäckerei Komoda, zwei Tankstellen und ein Filmtheater. 1955 wurde der Maui Roping Club gegründet, der Wettbewerbe im Viehtreiben veranstaltete. Im folgenden Jahr fand das erste Makawao Rodeo statt, das bis heute jährlich am 4. Juli, dem Unabhängigkeitstag der Vereinigten Staaten, abgehalten wird und zahlreiche Touristen anlockt. In den 1970er Jahren zogen Künstler und andere Kreative von der Westküste der USA in den Ort. Sie eröffneten Ateliers, Kunstgalerien und New Age Buchläden. Makawao wurde 1999 von Lesern eines US-Fachmagazins als eines der Top 20 Kunst-Reiseziele des Landes gewählt.
2020 wurde für das Rodeo eine größere Arena für 2500 Zuschauer gebaut und die Veranstaltung in Makawao Stampede – nach dem Vorbild der Calgary Stampede – umbenannt.

## Demographie
Der US Census 2020 ergab 7297 Einwohner, die sich aus folgenden Ethnizitäten zusammensetzten: 38,9 % Weiße, 27,4 % gemischtrassig, 16,6 % Asiaten, 12,9 % Hawaiianer und andere pazifische Inselbewohner, 8,5 % Hispanics und 0,7 % Schwarze. Das mittlere Jahreshaushaltseinkommen betrug 82.316 US-Dollar.

## Klimatabelle
|                        | Jan  | Feb  | Mär  | Apr  | Mai  | Jun  | Jul  | Aug  | Sep  | Okt  | Nov  | Dez  |   |      |
| Mittl. Temperatur (°C) | 21,4 | 21,2 | 21,5 | 22,1 | 23,1 | 23,8 | 24,3 | 24,7 | 24,7 | 24,2 | 23,2 | 22,1 | ⌀ | 23   |
| Mittl. Tagesmax. (°C)  | 24,3 | 24,1 | 24,3 | 24,8 | 26   | 26,7 | 27,2 | 27,6 | 27,7 | 27,1 | 25,8 | 24,7 | ⌀ | 25,9 |
| Mittl. Tagesmin. (°C)  | 19,4 | 19,3 | 19,5 | 20,1 | 21   | 21,7 | 22,2 | 22,6 | 22,5 | 22,3 | 21,3 | 20,3 | ⌀ | 21   |
|                        |      |      |      |      |      |      |      |      |      |      |      |      |   |      |
| Niederschlag (mm)      | 99   | 89   | 129  | 106  | 83   | 83   | 99   | 97   | 85   | 97   | 111  | 128  | Σ | 1206 |
|                        |      |      |      |      |      |      |      |      |      |      |      |      |   |      |
| Sonnenstunden (h/d)    | 6,5  | 6,4  | 6,6  | 6,7  | 7,3  | 7,5  | 7,4  | 7,1  | 7,2  | 6,7  | 6,3  | 6,3  | ⌀ | 6,8  |
|                        |      |      |      |      |      |      |      |      |      |      |      |      |   |      |
| Regentage (d)          | 12   | 12   | 15   | 17   | 16   | 18   | 19   | 19   | 17   | 17   | 16   | 15   | Σ | 193  |
|                        |      |      |      |      |      |      |      |      |      |      |      |      |   |      |
| Luftfeuchtigkeit (%)   | 74   | 73   | 73   | 72   | 71   | 71   | 72   | 72   | 71   | 73   | 74   | 75   | ⌀ | 72,6 |

| 19,4 |

| 19,3 |

| 19,5 |

| 20,1 |

| 21 |

| 21,7 |

| 22,2 |

| 22,6 |

| 22,5 |

| 22,3 |

| 21,3 |

| 20,3 |

| 19,4 |

| 19,3 |

| 19,5 |

| 20,1 |

| 21 |

| 21,7 |

| 22,2 |

| 22,6 |

| 22,5 |

| 22,3 |

| 21,3 |

| 20,3 |

## Persönlichkeiten
- Colton Cowell (* 1997), Volleyballspieler